# Комарівка (Звенигородський район)
Комарі́вка — село в Україні, у Звенигородському районі Черкаської області, підпорядковане Стеблівській селищній громаді. Населення становить 443 осіб.
На території села протікає річка під назвою Боровиця.